# مالینووو (استان گابرووو)
مالینووو (به بلغاری: Malinovo) یک منطقهٔ مسکونی در بلغارستان است که در سولیوو واقع شده‌است.